# 고마이코역
고마이코역(일본어: 小舞子駅)은 일본 이시카와현 하쿠산시에 있는 IR 이시카와 철도의 철도역이다.

## 역 구조
상대식 2면 2선 구조의 지상역이다. 정류소로 취급되고 있다. 역사는 상행선 승강장 쪽에 있다.
고마쓰역이 관리하는 무인역이다.

### 승강장
| 역사쪽 | ■ IR 이시카와 철도선 | 고마쓰 · 후쿠이 방면   |
| 반대쪽 | ■ IR 이시카와 철도선 | 가나자와 · 도야마 방면 |

## 역사
- 1903년 6월 20일 - 관설철도 (뒷날의 일본국유철도) 호쿠리쿠 본선 고마쓰 역 ~ 미카와 역 사이에 가정차장으로 개업. 해수욕 성수기 때에만 개방되었다.
- 1964년 4월 10일 - 역으로 승격되었다.
- 1987년 4월 1일 - 민영화에 따라 서일본 여객철도의 소속이 되었다.
- 2017년 4월 15일: ICOCA 도입.[1]
- 2024년 3월 16일: 호쿠리쿠 신칸센 가나자와역 ~ 쓰루가역 연장 개통에 따라, IR 이시카와 철도로 이관됨.

## 인접역
| IR 이시카와 철도 ■ IR 이시카와 철도선 | IR 이시카와 철도 ■ IR 이시카와 철도선 | IR 이시카와 철도 ■ IR 이시카와 철도선 |
| ------------------------------------- | ------------------------------------- | ------------------------------------- |
| 노미네아가리 다이쇼지 방면            | 보통                                  | 미카와 가나자와 방면                  |